# 摩擦奈米發電機
摩擦奈米發電機 （Triboelectric Nanogenerator, TENG），又稱奈米摩擦發電機，是一種基於摩擦起電效應與靜電感應原理的機械能轉換技術。由美國喬治亞理工學院的王中林團隊於2012年首次提出。

## 技術起源與發展背景
摩擦起電效應早在古希臘時期就已被發現，然此效應通常被認為是負面效應。在十八世紀，科學家開始系統性地研究這一現象，並建立了「摩擦序列表」。其中，王中林團隊在研究氧化鋅奈米線的壓電效應時，試圖透過機械變形產生電能，卻偶然發現意料之外的電信號。進一步分析，發現這些電信號並非來自壓電效應，而是源自材料接觸分離的摩擦靜電荷，推翻過去摩擦起電效應僅是表面局面效應的認知，經過團隊一年的研究後，並於2012年首次提出，將宏觀摩擦電效應與奈米結構結合，實現機械能轉換成電能的高效轉換。

## 工作原理

### 摩擦起電效應
兩種不同材料接觸後分離，因電子親合能不同，電子轉移在表面形成靜電荷。

### 靜電感應
帶電材料分離產生電位差，驅動外部電路的電子流動，以交流電輸出。

### 四種工作模式

#### 垂直接觸分離式（CS模式，Vertical Contact-Separation Mode）

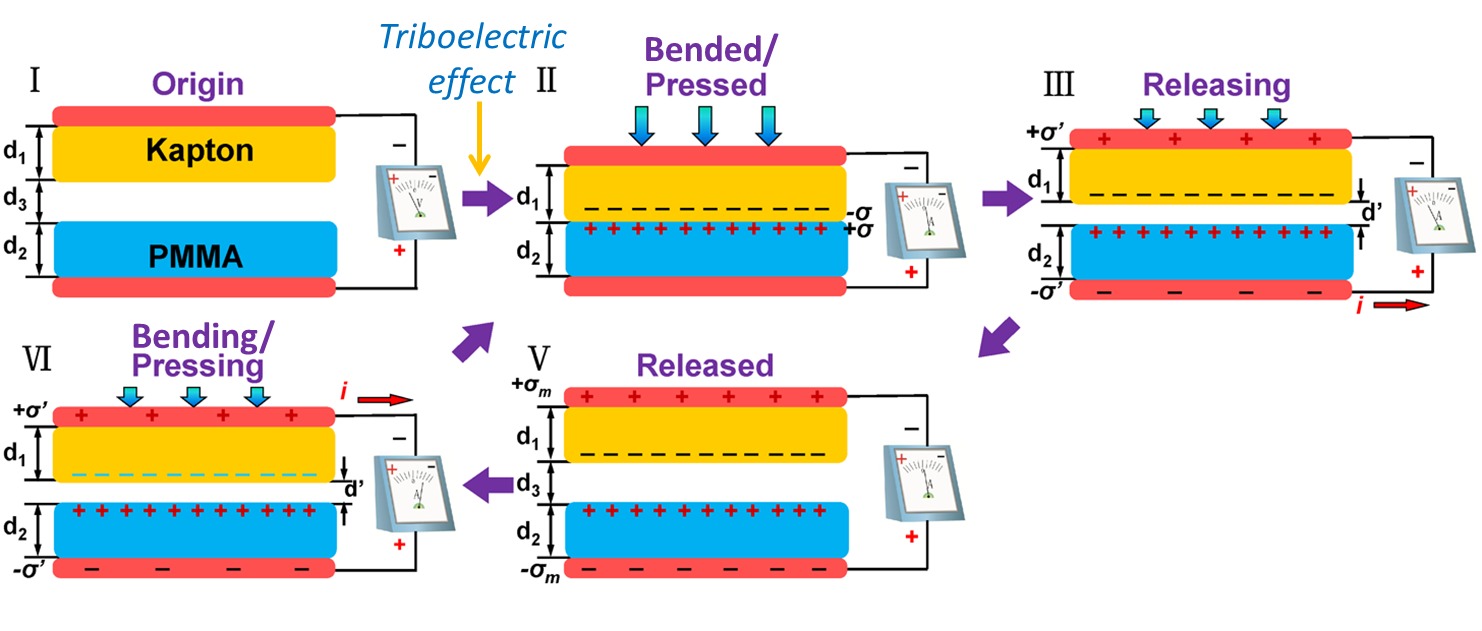
奈米摩擦發電機的垂直接觸分離式

利用材料之間垂直方向的反覆接觸與分離，產生周期性的電位變化，常用於壓縮釋放運動中。當兩種不同材料的摩擦層相互接觸時，由於摩擦起電效應，材料表面會產生電子轉移。一種材料帶正電荷，另一種材料帶負電荷。當兩個摩擦層開始分離時，由於電荷守恆定律，它們的表面會帶有相反的電荷，在兩個電極之間會產生電位差。當外部電路連接到兩個電極時，為了平衡電位差，電荷會在外電路中流動，形成電流脈衝。當摩擦層再次接觸時，電荷會流回，形成反向電流脈衝。透過周期性的電位變化，持續產生交流電輸出。

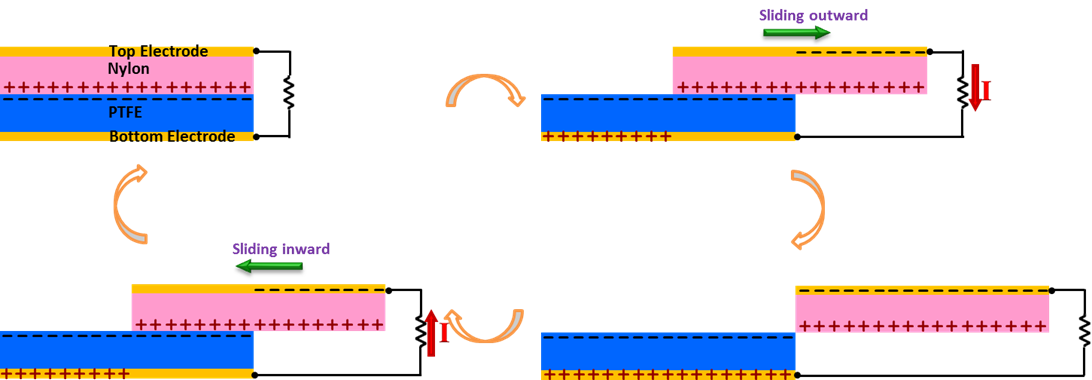
摩擦奈米發電機的水平滑動式

#### 水平滑動式（LS模式，Lateral Sliding Mode）
利用材料橫向滑動產生電荷，適合旋轉或線性運動的機械能收集。當兩個摩擦層在水平方向上相互滑動摩擦時，會持續產生摩擦起電效應，導致電荷在材料表面累積。由於摩擦層帶有電荷，在電極上產生靜電感應。當滑動方向改變時，感應電荷的極性也隨之改變，造成電位差變化。持續產生交流電輸出。

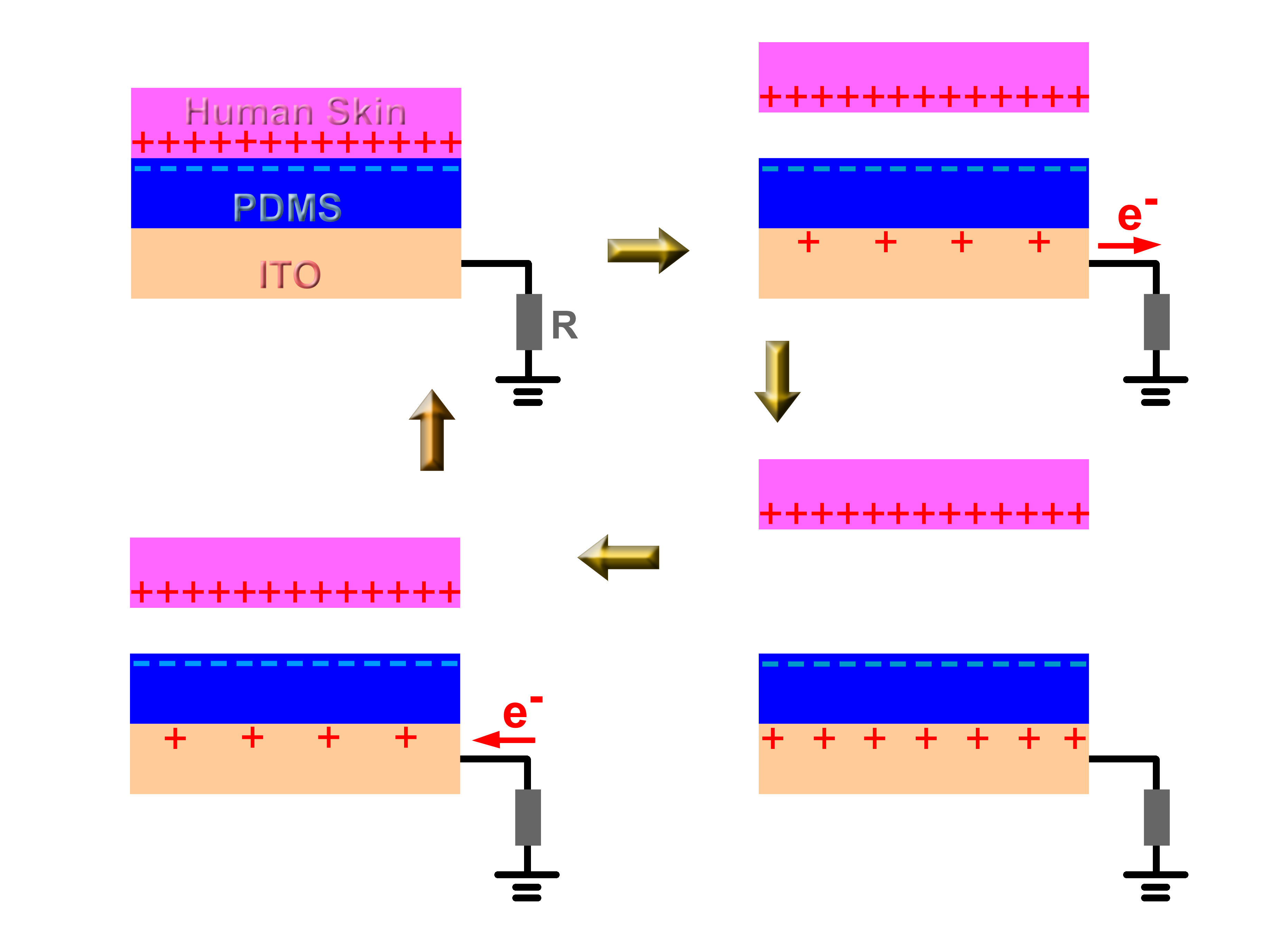
摩擦奈米發電機的單電極式

#### 單電極式（SE模式，Single-Electrode Mode）
僅需單一電極，以接地電極為參考電位，適用於自由移動物體的能量收集。摩擦層與物體摩擦時產生電荷，當帶電荷的摩擦層靠近或遠離接地電極時，會在其上感應出相反極性的電荷。當摩擦層運動時，接地電極上的感應電荷會不斷變化，導致電荷在外部電路中流動，產生電流。

#### 自由摩擦層式（FT模式，Freestanding Triboelectric-Layer Mode）
此模式利用一對對稱的導電電極，當物體自由移動改變相對位置時形成不對稱電荷分布，從而產生電流。兩個摩擦層相互摩擦時，各自帶上相反的電荷。由於兩個摩擦層都是獨立的，電荷可以在它們之間自由轉移。當它們相對運動時，電荷會在兩個摩擦層之間來回流動。 在摩擦層背面連接的電極上，會因電荷的流動而產生電流。持續產生交流電輸出。

## 應用領域
摩擦奈米發電機可輸出高達10千伏的電壓，適用於高壓電源或驅動低功耗設備；能將機械訊號轉換為電訊號，應用於風速感測、人體動作監測等，與物聯網連用；利用波浪能驅動浮筒結構，結合齒輪與凸輪機構實現摩擦材料週期性接觸分離